# Giancarlo Bergamini
Giancarlo Bergamini (Milano, 2 agosto 1926 – Lanzo d'Intelvi, 4 febbraio 2020) è stato uno schermidore italiano, specializzato nel fioretto. Ha vinto una medaglia d'oro e due d'argento ai Giochi olimpici.

## Palmarès
In carriera ha ottenuto i seguenti risultati:
Giochi olimpici
Individuale
- Argento nel fioretto a Melbourne 1956

A squadre
- Argento nel fioretto a Helsinki 1952
- Oro nel fioretto a Melbourne 1956

Mondiali
Individuale
- Oro nel fioretto a Filadelfia 1958
- Bronzo nel fioretto a Lussemburgo 1954

A squadre
- Oro nel fioretto a Lussemburgo 1954
- Oro nel fioretto a Roma 1955
- Argento nel fioretto a Lisbona 1947
- Argento nel fioretto a Stoccolma 1951
- Argento nel fioretto a Bruxelles 1953
- Bronzo nel fioretto a Parigi 1957
- Bronzo nel fioretto a Filadelfia 1958

Campionati italiani
Individuale
- Oro nel fioretto nel 1951[1]

A squadre